# Rosa daishanensis
Rosa daishanensis — вид рослин з родини розових (Rosaceae); ендемік пн.-сх. Чжецзяну, Китай.

## Опис
Кущі виткі, до 1 м заввишки. Гілочки круглі в перерізі, злегка зігнуті, стрункі, ± голі. Колючки короткі, злегка плоскі, надуті біля основи. Листки включно з ніжкою 5.5–7 см, листочків 5–7, блідо-зелені знизу, темно-зелені зверху, 1.3–2 × 0.9–1.5 см. Квітки по 8–12 у волоті, 2–2.5 см у діаметрі. Пелюстки білі.

## Поширення
Ендемік пн.-сх. Чжецзяну, Китай.